# Acoustic Shards
Acoustic Shards es el vigésimo álbum del guitarrista Buckethead, el cual consiste en grabaciones acústicas de Buckethead que grabó en 1991. El álbum se lanzó el 31 de mayo por el sello discográfico de Jay Obrecht, Avabella que también lanzó los DVD titulados Young Buckethead (Joven Buckethead). Según Obrecht:

Imagina que Buckethead caminara a una sala totalmente tranquila y tome su guitarra acústica y empiece a improvisar una gran composición tras otra --- eso es lo que pasó cuando grabamos "Acoustic Shards" en 1991. es sólo un CD que dura 52:30 minutos en 15 canciones. Incluyendo versiones de canciones como "For Mom" y "Who Me?" como también canciones nuevas como nunca he escuchado. Como toca es espectacular (....) Algunos sonidos son como si Django Reinhardt conociera a Ornette Coleman y este conociera al joven Eddie Van Halen y este conociera a... bueno me entienden, así de único y querido es Buckethead. Algunas partes de las canciones son tan avanzadas que juraría que son 2 guitarristas al mismo tiempo, pero todo fue grabado en tiempo real y sin cortes. Otras partes de las canciones son melódicamente hermosas más allá de las palabras. Hasta ahora, cualquiera que haya escuchado "Acoustic Shards" diría que la música resuena mucho después de que apagas el reproductor de música.

El álbum salió a la venta el 31 de mayo de 2007.

## Canciones
1. For Mom (Versión Anterior) 2:39
2. Who Me? (Versión Anterior) 3:02
3. Little Gracie 2:11
4. Ed's Rhapsody/Midnight Dance/Jars 2:55
5. Ganryu Island/Sasaki's Gone 2:14
6. Ghosts Upstairs 2:39
7. Spirals 3:48
8. Cubes, Chunks & Crumbles 3:27
9. Thugs 7:38
10. Dinging/Ah-ji-jee 2:38
11. Johnny 2:17
12. Stay Out of the Shed 3:00
13. Serape 1:46
14. Longing 10:33
15. Box Elders 1:14

Nota: En las primeras ediciones de "Acoustic Shards", las canciones 2 y 3 estaban invertidas y en la canción 5 se mal escribió Sasaki's Gone a Saskia's Gone y según Obrecht esos errores se arreglarán en futuras ediciones.